# Jason Sudeikis
Daniel Jason Sudeikis (Fairfax, Virginia, 18 de septiembre de 1975) es un actor estadounidense. Fue miembro del elenco de Saturday Night Live desde 2006 hasta julio de 2013. Desde 2011 ha actuado en varias películas como We're the Millers, Hall Pass, Horrible Bosses y A Good Old Fashioned Orgy.

## Primeros años
Sudeikis nació con el nombre de Daniel Jason Sudeikis en Fairfax, Virginia. Su madre, Kathryn (nacida Wendt), fue anteriormente una agente de viajes en Brennco y presidenta de la Sociedad Americana de Agentes de Viajes. Su padre, Daniel Joseph Sudeikis, es un vicepresidente de desarrollo de negocios. Su tío materno es el actor George Wendt, quien es conocido por su papel como Norm Peterson en Cheers, y su bisabuelo materno fue el fotógrafo Tom Howard. Sudeikis es de ascendencia lituana e irlandesa por parte de su padre, y de ascendencia alemana e irlandesa en su madre. Cuando era niño, Sudeikis se mudó con su familia a Overland Park, Kansas, a la que él ha descrito como su ciudad natal. Nació con anosmia, dejándolo sin olfato y prácticamente sin sentido del gusto.

## Carrera

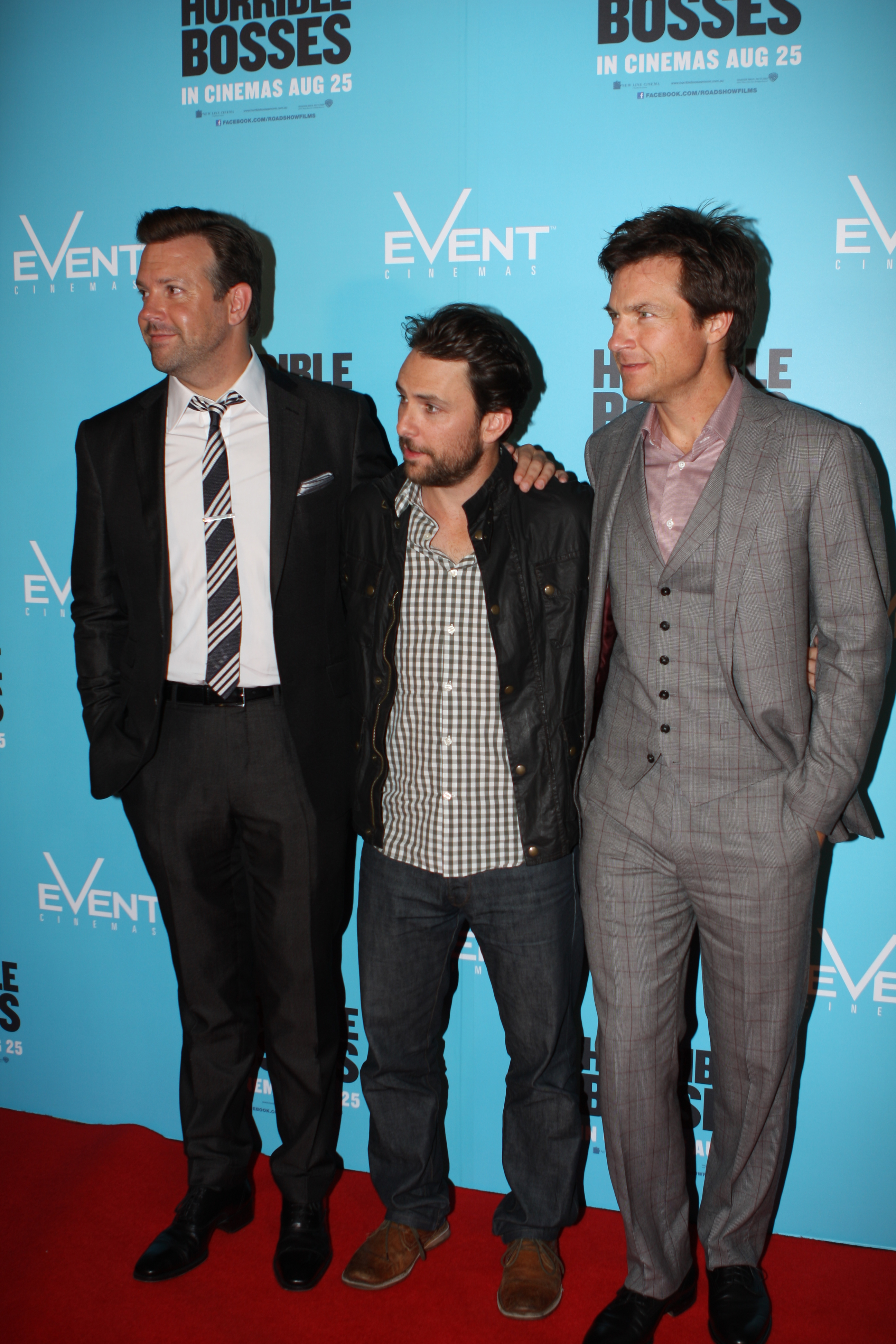
Jason Sudeikis, Charlie Day y Jason Bateman en la premier de "Horrible Bosses".

### Inicios
Sudeikis comenzó a actuar en ComedySportz (ahora Comedy City) en Kansas City. Después de mudarse a Chicago, Sudeikis estudió en el Annoyance Theatre y ImprovOlympic, donde fue uno de los miembros fundadores del equipo de larga duración J.T.S. Brown. Más tarde fue elegido en la Compañía Nacional de Turismo de la Segunda Ciudad, y también actuó con Boom Chicago en Ámsterdam. A principios de 2000, se convirtió en miembro fundador de Second City Las Vegas.

### Saturday Night Live
En 2003, mientras realizaba una performance en Second City Las Vegas, Sudeikis fue contratado como escritor de Saturday Night Live, e hizo ocasionalmente apariciones como miembro de la audiencia o suplementos. En mayo de 2005, se convirtió en un miembro destacado en el show, y fue ascendido a estado de repertorio al comienzo de la temporada 32 del show el 30 de septiembre de 2006. En julio de 2013, Sudeikis anunció que dejaba el programa.

### Ascenso a la fama
Sudeikis tuvo un rol recurrente en la serie de la NBC 30 Rock a principios de 2007, apareciendo en un total de doce episodios como Floyd DeBarber, un amor del personaje de Tina Fey, Liz Lemon. También hizo una aparición en la comedia de 2008 What Happens in Vegas, interpretando el papel del exnovio de Cameron Diaz. En julio de 2008, Sudeikis fue coprotagonista junto a Bill Hader y Joe Lo Truglio en la serie web  The Line on Crackle. También apareció en la película The Bounty Hunter, lanzada en marzo de 2010. 
Sudeikis fue un actor de voz en la serie de comedia animada de FOX The Cleveland Show donde proporcionó la voz a Holt Richter y a Terry Kimple. En mayo de 2010, Sudeikis se unió al elenco de la comedia de Seth Gordon Horrible Bosses, que también protagonizaron Jamie Foxx, Kevin Spacey, Jennifer Aniston, Colin Farrell, Charlie Day y Jason Bateman. Coprotagonizó la película, junto con Owen Wilson, Hall Pass de los hermanos Farrelly en 2011. 
En 2012, tuvo un papel recurrente en la tercera temporada de la serie de HBO Eastbound & Down interpretando a los gemelos Shane y Cole Gerald.
Sudeikis también ha interpretado a Ted Lasso, un desafortunado entrenador de fútbol americano traído a Inglaterra para entrenar al AFC Richmond, como parte de dos vídeos promocionales para NBC Sports en 2013 y 2014 para su cobertura de la Premier League. La idea fue posteriormente adaptada a una serie de Apple TV+ titulada Ted Lasso, creada, escrita y protagonizada por Sudeikis.

## Vida personal
Sudeikis comenzó a salir con la actriz Olivia Wilde en noviembre de 2011 y se comprometieron en enero de 2013. En octubre la pareja anunció que estaban esperando su primer hijo. La actriz dio a luz a su primer hijo el 20 de abril de 2014, un niño al que llamaron Otis Alexander Sudeikis. En abril de 2016 Wilde anunció vía Instagram que ella y su pareja estaban esperando su segundo hijo. El 11 de octubre de 2016 dieron la bienvenida a una niña, llamada Daisy Josephine Sudeikis. En noviembre de 2020 la pareja anunció que se había separado a principios de año, pero que mantenían una relación amistosa por el bien de sus hijos.

## Filmografía
| Año  | Título                     | Papel                      | Notas |
| ---- | -------------------------- | -------------------------- | ----- |
| 2007 | The Ten                    | Tony Contiella             |       |
| 2007 | Watching the Detectives    | Jonathan                   |       |
| 2007 | Meet Bill                  | Jim Whittman               |       |
| 2008 | Un rockero de pelotas      | David Marshall             |       |
| 2008 | Semi-Pro                   | Danny                      | Cameo |
| 2008 | What Happens in Vegas      | Mason                      |       |
| 2010 | The Bounty Hunter          | Stewart                    |       |
| 2010 | Going the Distance         | Box Saunders               |       |
| 2011 | Hall Pass                  | Fred Searing               |       |
| 2011 | Horrible Bosses            | Kurt Buckman               |       |
| 2011 | A Good Old Fashioned Orgy  | Eric Keppler               |       |
| 2012 | The Campaign               | Mitch Wilson               |       |
| 2013 | Movie 43                   | Batman                     |       |
| 2013 | Epic                       | Profesor Bomba             | Voz   |
| 2013 | Drinking Buddies           | Gene Dentler               |       |
| 2013 | We're the Millers          | David Clark / David Miller |       |
| 2014 | Horrible Bosses 2          | Kurt Buckman               |       |
| 2015 | La última canción          | Andrew McDonnell           |       |
| 2015 | Sleeping with other people | Jake Harper                |       |
| 2016 | Colossal                   | Oscar                      |       |
| 2016 | Masterminds                | Michael McKinney           |       |
| 2016 | Angry Birds: La película   | Red                        | Voz   |
| 2016 | El libro del amor          | Henry                      |       |
| 2016 | Race                       | Larry Snyder               |       |
| 2016 | Mother's Day               | Bradley Barton             |       |
| 2017 | Permission                 | Glenn                      |       |
| 2017 | Downsizing                 | Dave Johnson               |       |
| 2017 | Kodachrome                 | Matt Ryder                 |       |
| 2018 | Driven                     | Jim Hoffman                |       |
| 2018 | Robot 7723                 | Justin Pin / Ares          | Voz   |
| 2019 | Booksmart                  | Jordan Brown               |       |
| 2019 | Angry Birds 2: la película | Red                        | Voz   |
| 2021 | South of Heaven            | Jimmy Ray                  |       |
| 2023 | Fool's Paradise            | Lex Tanner                 |       |

| Año       | Título                            | Papel                       | Notas                                               |
| --------- | --------------------------------- | --------------------------- | --------------------------------------------------- |
| 1996      | Alien Avengers                    | Chester                     | Película de televisión                              |
| 2003–2013 | Saturday Night Live               | Varios personajes           | 174 episodios; también escritor                     |
| 2007–2010 | 30 Rock                           | Floyd DeBarber              | 12 episodios                                        |
| 2009–2013 | The Cleveland Show                | Holt Ritcher / Terry Kimple | Papel principal (voces)                             |
| 2010–2011 | It's Always Sunny in Philadelphia | Peter «Schmitty» Schmidt    | 2 episodios                                         |
| 2012–2013 | Eastbound & Down                  | Shane Gerald / Cole Gerald  | Recurrente; 6 episodios (temporada 3)               |
| 2015–2018 | The Last Man on Earth             | Michael «Mike» Miller       | Recurrente; 16 episodios                            |
| 2016–2017 | Son of Zorn                       | Zorn                        | Papel principal (voces)                             |
| 2019      | The Mandalorian                   | Biker Scout Trooper         | Episodio: «Chapter 8: Redemption»                   |
| 2020–2023 | Ted Lasso                         | Ted Lasso                   | Protagonista; también creador, escritor y productor |

## Premios y nominaciones
Premios Primetime Emmy
| Año  | Trabajo                                              | Categoría                      | Resultado | Ref.   |
| ---- | ---------------------------------------------------- | ------------------------------ | --------- | ------ |
| 2021 | Ted Lasso                                            | Mejor serie de comedia         | Ganador   | [ 10 ] |
| 2021 | Ted Lasso                                            | Mejor actor - serie de comedia | Ganador   | [ 10 ] |
| 2021 | Ted Lasso (por episodio: "Pilot")                    | Mejor guion - serie de comedia | Nominado  | [ 10 ] |
| 2021 | Ted Lasso (por episodio: "Make Rebecca Great Again") | Mejor guion - serie de comedia | Nominado  | [ 10 ] |
| 2022 | Ted Lasso                                            | Mejor actor - serie de comedia | Ganador   | [ 11 ] |

Premios del Sindicato de Actores
| Año  | Trabajo   | Categoría                             | Resultado | Ref.   |
| ---- | --------- | ------------------------------------- | --------- | ------ |
| 2021 | Ted Lasso | Mejor actor de televisión - comedia   | Ganador   | [ 12 ] |
| 2021 | Ted Lasso | Mejor reparto de televisión - comedia | Nominado  | [ 12 ] |
| 2022 | Ted Lasso | Mejor reparto de televisión - comedia | Ganador   | [ 13 ] |
| 2022 | Ted Lasso | Mejor actor de televisión - comedia   | Ganador   | [ 13 ] |

Premios Globo de Oro
| Año  | Trabajo   | Categoría                                              | Resultado | Ref.   |
| ---- | --------- | ------------------------------------------------------ | --------- | ------ |
| 2021 | Ted Lasso | Mejor actor de serie de televisión - Comedia o musical | Ganador   | [ 14 ] |
| 2022 | Ted Lasso | Mejor actor de serie de televisión - Comedia o musical | Ganador   | [ 15 ] |